# Marlow Moss
Pour les articles homonymes, voir Moss.
Marlow Moss, pseudonyme de Marjorie Jewell Moss, est une peintre et sculptrice britannique née à Londres le 29 mai 1889 et morte à Penzance le 23 août 1958. Elle est considérée aujourd'hui comme une personnalité Queer.  

## Biographie
Née dans la grande bourgeoisie londonnienne, Marlow Moss étudie le piano, puis la danse, jusqu'à sa rupture avec sa famille en 1919. Elle étudie dans deux écoles différentes, la St John’s Wood School of Art et la Slade School of Fine Art, avant de se retirer en Cornouailles. 
Elle revient ensuite à Londres et c'est à cette époque qu'elle se rase les cheveux et adopte un style vestimentaire masculin. Elle décide alors de se faire appeler Marlow Moss, même si le premier exemplaire de Abstraction-Création : Art non firguratif de 1932 la désigne encore comme Marjorie Moss. Lesbienne et brouillant les stéréotypes de genre, Marlow Moss a donc pu être considérée comme queer et a influencé des artistes contemporains comme l′artiste drag Sasha Velour qui lui a rendu hommage dans sa vidéo Tate Shots de 2019,.   
En 1927, elle se rend à Paris où elle fréquente l'Académie Moderne et des peintres comme Fernand Léger et Piet Mondrian. C'est après sa rencontre avec lui qu'elle se tourne vers le néo-plasticisme. Les deux artistes auraient communiqué entre 1929 et 1938. Ils se sont inspirés mutuellement du travail de l'autre. A Paris, Marlow Moss rencontre également sa partenaire, l′écrivaine néerlandaise Antoinette Hendrika Nijhoff-Wind.   
Elle quitte la France en 1940, quittant son atelier de Gauciel, dit le château d'Evreux, qui sera détruit pendant la guerre. Elle participe au Salon des réalités nouvelles puis collabore au groupe Espace de Londres.

## Œuvre
Son esthétique est proche de celle de Piet Mondrian et du courant du néoplasticisme. Marlow Moss s'est notamment singularisée par la création de la ligne double que Mondrian n'utilisait pas encore. Il l'adopte toutefois dans quelques-unes de ses peintures deux ans après son invention par Moss. La double ligne est devenue le symbole de l'oeuvre de Moss, aussi bien dans ses peintures que dans ses sculptures. Elle a aussi pu être interprétée comme la non binarité de l'artiste, entre les deux genres. 
C'est à partir de 1935 qu'elle s'intéresse de plus près au relief et commence à créer des compositions avec des cordages. Elle réintroduit alors les courbes dans son travail. 